# Barcita grisescens
Barcita grisescens là một loài bướm đêm trong họ Noctuidae.